# 英語を公用語としている国の一覧

英語が公用語あるいは公用語に近い状態の国

以下のリストは、英語を公用語としている (英語が公用語のひとつである) 独立国と非独立地域の一覧である。2014年現在、58の国と21の地域が英語を公用語としている。
英語を公用語としている国の大多数は、かつてイギリス帝国の領土だった。主な例外としては、ルワンダ (旧ベルギー植民地) やエリトリア (旧イタリア王国植民地、第二次世界大戦中とその後しばらくはイギリスの支配下) がある。英語は、イギリス連邦の唯一の公用語であり、国際連合、ヨーロッパ連合、国際オリンピック委員会の公用語のひとつでもある。

## 独立国
一方的に独立宣言をしている国、数か国からのみ国家承認されている国を含む。
| 国                               | 位置                      |
| -------------------------------- | ------------------------- |
| アイルランド                     | ヨーロッパ                |
| アンティグア・バーブーダ         | カリブ地域                |
| インド                           | アジア                    |
| ウガンダ                         | アフリカ                  |
| エリトリア                       | アフリカ                  |
| ガイアナ                         | 南アメリカ / カリブ地域   |
| ガーナ                           | アフリカ                  |
| カナダ                           | 北アメリカ                |
| カメルーン                       | アフリカ                  |
| ガンビア                         | アフリカ                  |
| キリバス                         | オセアニア                |
| クック諸島                       | オセアニア                |
| グレナダ                         | カリブ地域                |
| ケニア                           | アフリカ                  |
| サモア                           | オセアニア                |
| ザンビア                         | アフリカ                  |
| シエラレオネ                     | アフリカ                  |
| ジャマイカ                       | カリブ地域                |
| シンガポール                     | アジア                    |
| ジンバブエ                       | アフリカ                  |
| スーダン                         | アフリカ                  |
| エスワティニ                     | アフリカ                  |
| セーシェル                       | アフリカ / インド洋       |
| セントクリストファー・ネイビス   | カリブ地域                |
| セントビンセント・グレナディーン | カリブ地域                |
| セントルシア                     | カリブ地域                |
| ソマリランド                     | アフリカ                  |
| ソロモン諸島                     | オセアニア                |
| タンザニア                       | アフリカ                  |
| ツバル                           | オセアニア                |
| ドミニカ国                       | カリブ地域                |
| トリニダード・トバゴ             | カリブ地域                |
| トンガ                           | オセアニア                |
| ナイジェリア                     | アフリカ                  |
| ナウル                           | オセアニア                |
| ナミビア                         | アフリカ                  |
| ニウエ                           | オセアニア                |
| ニュージーランド                 | オセアニア                |
| パキスタン                       | アジア                    |
| バヌアツ                         | オセアニア                |
| バハマ                           | カリブ地域                |
| パプアニューギニア               | オセアニア                |
| パラオ                           | オセアニア                |
| バルバドス                       | カリブ地域                |
| フィジー                         | オセアニア                |
| フィリピン                       | アジア                    |
| ベリーズ                         | 中央アメリカ / カリブ地域 |
| ボツワナ                         | アフリカ                  |
| マーシャル諸島                   | オセアニア                |
| マラウイ                         | アフリカ                  |
| マルタ                           | ヨーロッパ                |
| ミクロネシア連邦                 | オセアニア                |
| 南アフリカ                       | アフリカ                  |
| 南スーダン                       | アフリカ                  |
| モーリシャス                     | アフリカ / インド洋       |
| リベリア                         | アフリカ                  |
| ルワンダ                         | アフリカ                  |
| レソト                           | アフリカ                  |

| 国             | 位置       |
| -------------- | ---------- |
| アメリカ       | 北アメリカ |
| イギリス       | ヨーロッパ |
| オーストラリア | オセアニア |

| 国         | 位置          |
| ---------- | ------------- |
| イスラエル | アジア / 中東 |

## 非独立地域
| 地域                       | ステータス                                 | 位置           |
| -------------------------- | ------------------------------------------ | -------------- |
| アクロティリおよびデケリア | イギリスの海外領土                         | ヨーロッパ     |
| アメリカ領ヴァージン諸島   | アメリカ合衆国の海外領土                   | カリブ地域     |
| アメリカ領サモア           | アメリカ合衆国の海外領土                   | オセアニア     |
| アンギラ                   | イギリスの海外領土                         | カリブ地域     |
| イギリス領ヴァージン諸島   | イギリスの海外領土                         | カリブ地域     |
| 北マリアナ諸島             | アメリカ合衆国の海外領土（コモンウェルス） | オセアニア     |
| キュラソー島               | オランダ王国の構成国                       | カリブ地域     |
| グアム                     | アメリカ合衆国の海外領土                   | オセアニア     |
| クリスマス島               | オーストラリアの海外領土                   | オーストラリア |
| ケイマン諸島               | イギリスの海外領土                         | カリブ地域     |
| ジブラルタル               | イギリスの海外領土                         | ヨーロッパ     |
| ジャージー島               | イギリスの王室属領                         | ヨーロッパ     |
| シント・マールテン         | オランダ王国の構成国                       | カリブ地域     |
| タークス・カイコス諸島     | イギリスの海外領土                         | カリブ地域     |
| ノーフォーク島             | オーストラリアの海外領土                   | オーストラリア |
| バミューダ諸島9            | イギリスの海外領土                         | 北アメリカ     |
| ピトケアン諸島13           | イギリスの海外領土                         | オセアニア     |
| プエルトリコ               | アメリカ合衆国の海外領土（コモンウェルス） | カリブ地域     |
| フォークランド諸島         | イギリスの海外領土                         | 南大西洋       |
| 香港                       | 中華人民共和国の特別行政区                 | アジア         |
| マン島8                    | イギリスの王室属領                         | ヨーロッパ     |

| 地域                   | ステータス               | 位置           |
| ---------------------- | ------------------------ | -------------- |
| イギリス領インド洋地域 | イギリスの海外領土       | インド洋       |
| ガーンジー島           | イギリスの王室属領       | ヨーロッパ     |
| ココス諸島             | オーストラリアの海外領土 | オーストラリア |
| セントヘレナ           | イギリスの海外領土       | 南大西洋       |
| モントセラト           | イギリスの海外領土       | カリブ地域     |

| 地域     | ステータス               | 位置       |
| -------- | ------------------------ | ---------- |
| トケラウ | ニュージーランドの自治領 | オセアニア |

## 国家の一部分
以下の地域では、英語が公式な言語として法律で定められているが、それぞれの国レベルでの公用語には定められていない。
| 地域                                   | 国           | 位置                      |
| -------------------------------------- | ------------ | ------------------------- |
| アイオワ州                             | アメリカ     | 北アメリカ                |
| アイダホ州                             | アメリカ     | 北アメリカ                |
| アーカンソー州                         | アメリカ     | 北アメリカ                |
| アラスカ州                             | アメリカ     | 北アメリカ                |
| アラバマ州                             | アメリカ     | 北アメリカ                |
| アリゾナ州                             | アメリカ     | 北アメリカ                |
| イスラス・デ・ラ・バイア県             | ホンジュラス | 中央アメリカ / カリブ地域 |
| イリノイ州                             | アメリカ     | 北アメリカ                |
| インディアナ州                         | アメリカ     | 北アメリカ                |
| ウェールズ                             | イギリス     | ヨーロッパ                |
| オクラホマ州                           | アメリカ     | 北アメリカ                |
| カリフォルニア州                       | アメリカ     | 北アメリカ                |
| カンザス州                             | アメリカ     | 北アメリカ                |
| ケンタッキー州                         | アメリカ     | 北アメリカ                |
| コロラド州                             | アメリカ     | 北アメリカ                |
| サウスカロライナ州                     | アメリカ     | 北アメリカ                |
| サウスダコタ州                         | アメリカ     | 北アメリカ                |
| サバ島                                 | オランダ     | カリブ地域                |
| サン・アンドレス・イ・プロビデンシア県 | コロンビア   | カリブ地域                |
| ジョージア州                           | アメリカ     | 北アメリカ                |
| シント・ユースタティウス島             | オランダ     | カリブ地域                |
| スコットランド                         | イギリス     | ヨーロッパ                |
| テネシー州                             | アメリカ     | 北アメリカ                |
| ニューハンプシャー州                   | アメリカ     | 北アメリカ                |
| ネブラスカ州                           | アメリカ     | 北アメリカ                |
| ノースカロライナ州                     | アメリカ     | 北アメリカ                |
| ノースダコタ州                         | アメリカ     | 北アメリカ                |
| バージニア州                           | アメリカ     | 北アメリカ                |
| ハワイ州                               | アメリカ     | オセアニア                |
| フロリダ州                             | アメリカ     | 北アメリカ                |
| ミシシッピ州                           | アメリカ     | 北アメリカ                |
| モンタナ州                             | アメリカ     | 北アメリカ                |
| ユタ州                                 | アメリカ     | 北アメリカ                |
| ワイオミング州                         | アメリカ     | 北アメリカ                |